# بیگانه‌پیوندی
بیگانه‌پِیوَندی (به انگلیسی: Xenotransplantation) (xenos- از یونانی به معنای «بیگانه» یا عجیب)، گوناپیوندی یا پیوندِ ناهمسان (heterologous transplant)، پیوند سلول‌‌‌ها، بافت‌ها یا اندام‌های زنده از یک گونه به گونه دیگر است. چنین سلول‌‌‌ها، بافت‌ها یا اندام‌هایی را بیگانه‌پیوند یا گوناپیوند (xenotransplants) می‌گویند. با دگرپیوندی (از دیگر افراد از همان گونه)، پیوند همسان (اندام‌های پیوندشده میان دو فرد ژنتیکی یکسان از یک گونه) و خودپیوندی (از یک بخش بدن به بخش دیگر در یک فرد) در تضاد است. بیگانه‌پیوند یک روش مصنوعی برای ایجاد یک کیمارای انسانی، یعنی انسانی با زیرمجموعه‌ای از سلول‌‌‌های جانوری است. در مقابل، فردی که در آن هر سلول‌‌ دارای ماده‌های ژنتیکی از یک انسان و یک جانور باشد، دورگه انسان-جانور نامیده می‌شود.
بیگانه‌پیوندهای برخاسته از بیمار با پیوند سلول‌‌‌های تومور انسانی به موش‌های دارای کمبود ایمنی ایجاد می‌شوند و یک فنّ پژوهشی است که اغلب در پژوهش‌های سرطان‌شناسی پیش‌بالینی بهره‌گیری می‌شود.
دریچه‌های قلب مصنوعی بیوپروتز عموماً از خوک یا گاو گرفته شده‌اند، اما سلول‌‌‌ها پیش از قرار دادن توسط درمان گلوتارآلدهید کشته می‌شوند، بنابراین، از نظر فنی تعریف سازمان بهداشت جهانی دربارهٔ بیگانه‌پیوند سلول‌‌‌های زنده را برآورده نمی‌کنند.